# 漢密爾頓鎮區 (新澤西州默瑟縣)
漢密爾頓鎮區（英語：Hamilton Township）是位於美國新澤西州默瑟縣的一個鎮區。

## 地方資料
漢密爾頓鎮區的面積為104.41平方千米，當中陸地面積為102.14平方千米，而水域面積為2.26平方千米。根據2020年美國人口普查的數據，當地共有人口92297人，而人口密度為每平方千米883.99人。